# Nave d'alto bordo

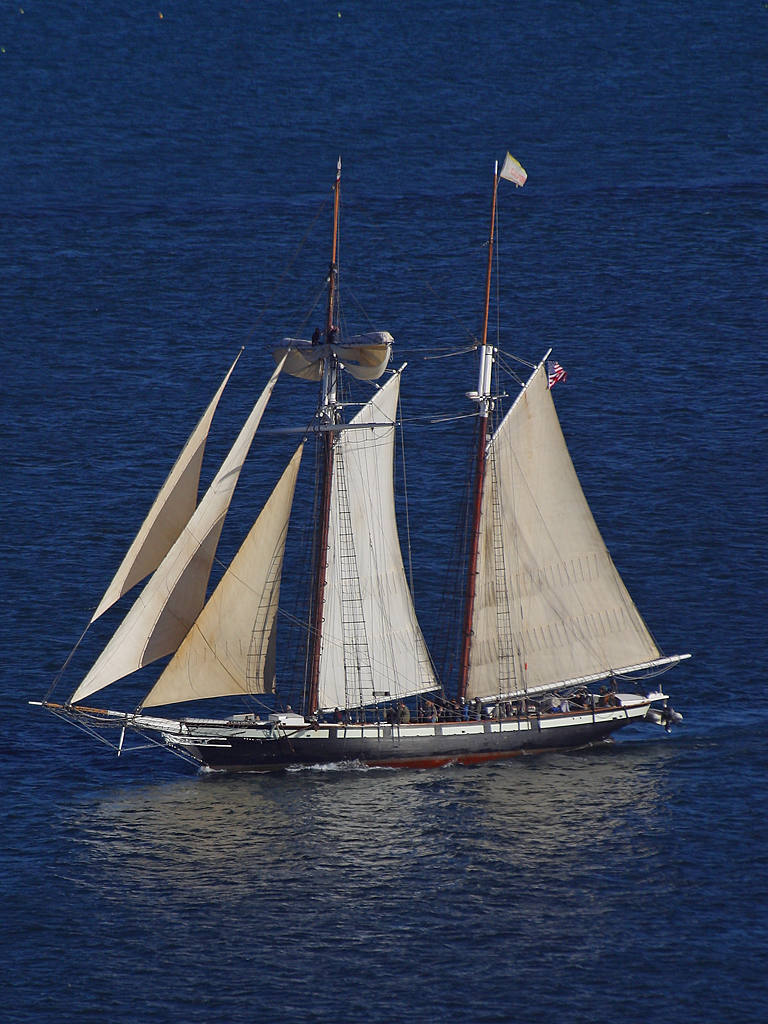
La Tall Ship Star of India in navigazione

Col termine nave d'alto bordo si identifica il tipo di grosse navi a vela come vascelli e fregate (in lingua inglese tall ship vuole dire appunto alte navi: infatti, per ragioni tecniche i velieri si sviluppano molto in altezza appunto per la presenza di alberatura, perciò questo termine sottintende che si tratta di grandi navi a vela).

## Storia
In origine, la definizione di Tall Ship riguardava solo le navi da addestramento, quindi in prevalenza grandi unità degli stati maggiori delle Marine di diversi paesi, ma la rassegna denominata Tall Ships' Race, creatasi intorno a questo tipo di imbarcazioni, ha esteso di edizione in edizione, dal 1956, la partecipazione anche a navi più piccole pur ugualmente affascinanti e ricche di storia.
Attualmente partecipano a questi grandi raduni unità non solo militari: alcune sono infatti dedicate a scopi ricreativi e sociali e, complessivamente, i loro armatori sono anche governi, associazioni senza scopo di lucro, enti di beneficenza, Università o privati.
La flotta delle navi d'alto bordo abbraccia molte nazionalità ed è caratterizzata dai colori variopinti che identificano le navi, molto diverse fra loro nelle dimensioni, nelle forme, nei materiali e nei colori delle vele e degli scafi.
Per aggregare in un unico evento navi che presentano notevoli differenze, uno dei requisiti richiesti agli iscritti dei race (le regate di addestramento) è il fatto di avere piani velici desueti, ovvero configurazioni di alberi e vele che nella navigazione commerciale e militare sono storicamente abbandonate a beneficio delle navi a motore, ma che costituiscono il patrimonio storico mondiale della navigazione a vela.
Queste imbarcazioni rimangono in auge per le navi scuola e fra gli appassionati di barche d'epoca grazie al loro notevole fascino: durante i Tall Ships Races è possibile ammirare brigantini, golette, navi a palo, cutter, ketch, yawl e altre numerose varianti.
La storia, i miti e il cinema ricordano anche altri tipi di imbarcazioni a vela come i vascelli da guerra o le caravelle del tipo di quelle impiegate da Cristoforo Colombo nelle spedizioni che lo portarono alla scoperta dell'America. La difficile conservazione del legno e la consuetudine al recupero e riuso dei pezzi di navi per costruzioni civili e militari (specie in periodo bellico), ha tuttavia impedito nella maggior parte dei casi il mantenimento in navigazione di molte di queste imbarcazioni.
Per gli stessi motivi di difficoltà di conservazione, molte delle più grandi Tall Ship ancora in navigazione non sono imbarcazioni d'epoca ma fedeli riproduzioni di mezzi che hanno navigato fino al XIX secolo. Tali navi sono adibite quindi a ruoli sociali o, principalmente, di addestramento alla marineria e costituiscono l'orgoglio delle Marine dei rispettivi stati di appartenenza.
Un esempio di riproduzione moderna è la Tall Ship Rose, riproduzione di una fregata inglese del XVIII secolo utilizzata per le riprese del film Master and Commander - Sfida ai confini del mare tratto dai romanzi di Patrick O'Brian del ciclo di Aubrey e Maturin.